# Silêmanî (grad)
Sulejmanija je grad na sjeveru Iraka. Nalazi se u autonomnom prostoru Irački Kurdistan većinski naseljenom Kurdima.

## Povijest
Sulejmaniju je 14. studenog 1784. utemeljio kurdski knez Ibrahim-paša Baban kao glavni grad svoje kneževine Baban. Grad je nazvao prema svom ocu Sulejman paši. Kneževina Baban je u to doba bila u sukobu s Osmanskim Carstvom i Safavidskom dinastijom u današnjem Iranu. Kasnije je taj prostor potpao pod osmansku vlast.
Nakon 1. svj. rata je taj prostor potpao pod britansku okupacijsku vlast. U to doba se javlja kurdski pokret za samostalnošću i Sulejmanija je centar tog pokreta. U Sulejmaniji je djelovao kurdski ustanik Mahmud Barzanji koji je proglasio nezavisno Kraljevstvo Kurdistan i Sulejmanija je postala njegov glavni grad. To kraljevstvo je kratko trajalo 1926. je Liga naroda Sulejmaniju prepustila pod britansku vlast kao dio Britanskog Iraka uz uvjet poštovanja manjinskih prava Kurda.
Tokom vlasti Sadama Huseina u Iraku dolazi do progonstva kurdskog stanovništva i jačeg naseljavanja Arapa. Kurdi često u Sulejmaniji održavaju demonstracije protiv režima koje su krvavo ugušene. Nakon pada Sadama Huseina 2004. Kurdistan dobiva samoupravu i Sulejmanija se razvija kao moderan grad. Taj prostor Iraka nije osjetio nemire koji su uslijedili nakon rušenja režima i uspio se gospodarski jače razviti.

## Zemljopis
Sulejmanija je smještena u sjevernom dijelu Iraka u blizini granice s Iranom. Reljef oko grada je planinski (planine Azmar, Goizja, Qaiwan, Baranan i Tasluje). Klima je sušna s toplim ljetima i vrlo hladnim zimama.

## Gospodarstvo
Sulejmanija je centar plodnog prostora, te je glavna djelatnost poljoprivreda i prerada poljoprivrednih proizvoda. Nakon 2004. i uspostave kurdske samouprave dolazi do značajnog gospodarskog napretka. Razvija se trgovina i brojna manja poduzeća. Počinje se razvijati turizam (taj dio Iraka je mnogo sigurniji od ostatka zemlje i ima vrlo lijepu prirodu).

## Kultura
Sulejmanija je središte kurdske kulture. Postoje brojne institucije koje njeguju tradicionalnu kurdsku glazbu i ostale oblike kulturnog izražavanja.

## Gradovi prijatelji
- Sanandadž, Iran
- Arbil, Irak
- Van, Turska
- Qamishli, Sirija
- Tucson, Arizona, SAD